# Divisão entre natureza e cultura
A divisão entre natureza e cultura é a noção de uma dicotomia entre os seres humanos e o meio ambiente. É uma base teórica da antropologia contemporânea, que debate se a natureza e a cultura funcionam separadamente ou se estão em uma relação biótica contínua.
Alguns pesquisadores consideram a cultura como a “arma secreta de adaptação do homem”:393 no sentido de que é o principal meio de sobrevivência. Tem sido observado que os termos “natureza” e "cultura” não podem necessariamente ser traduzidos para línguas não ocidentais. O estudioso nativo americano John Mohawk, por exemplo, descreve “natureza” como qualquer coisa que sustente a vida.
Durante as décadas de 1960 e 1970, Sherry Ortner mostrou o paralelo entre a divisão e os papéis de gênero, com as mulheres sendo a natureza e os homens sendo a cultura. Acadêmicas feministas questionam se dicotomias como natureza/cultura e homem/mulher são essenciais. Os trabalhos de Donna Haraway sobre a teoria dos ciborgues, bem como sobre espécies companheiras apontam para uma noção de “natureza-culturas”: uma nova forma de compreender conjuntos não discretos que relacionam os humanos com a tecnologia e os animais.